# 높으신 분과 그만큼 높으신 분과 세 번째 분

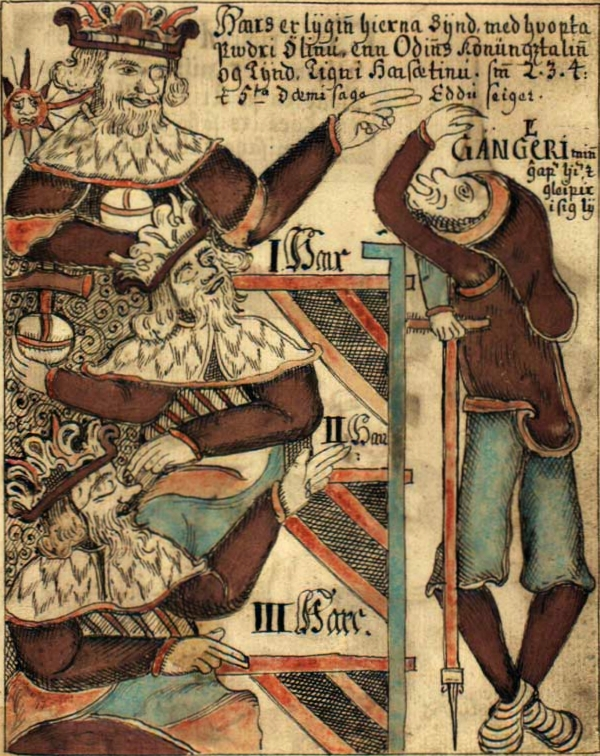
필사본 삽화의 "높으신 분", "그만큼 높으신 분", "세 번째 분"과 길피 왕(오른쪽). 다만 여기서는 "높으신 분"이 가장 위에 그려져 있어서 〈길피의 속임수〉의 묘사와는 약간 다르다.

높으신 분(고대 노르드어: Hár 하)과 그만큼 높으신 분(고대 노르드어: Jafnhár 야픈하)과 세 번째 분(고대 노르드어: Þriðji 스리디)은 《신 에다》 중 〈길피의 속임수〉에서 강글레리(변장한 길피 왕)가 던지는 질문들에 대답을 해주는 존재이다. 이 세 존재는 옥좌 위에 앉았는데, 높으신 분이 가장 낮은 옥좌에 앉았고, 그만큼 높으신 분이 중간 옥좌에 앉았고, 세 번째 분이 가장 높은 옥좌에 앉았다.
〈길피의 속임수〉 제20장에 이자들의 정체가 오딘임이 언급된다.
[오딘은] 게이로드 왕을 만났을 때 자신을 여러 가지 다른 이름으로 불렀는데,
“나는 스스로를 [중략] 세 번째, [중략] 높은 존재, [중략] 그만큼 높은 존재라고 부른다.”— 스노리 스툴루손, 신 에다

## 같이 보기
- 오딘의 이름 목록